# La Funga
La Funga o il Pratello è una villa storica di Firenze, situata in via di Varlungo 8 (strada un tempo chiamata appunto "via della Funga").
È stata anche un monastero, delle monache dello Spirito Santo provenienti da San Giorgio alla Costa e, attualmente, ospita una residenza universitaria.
Attualmente il toponimo rimane associato a via della Funga, che corre lungo l'Arno da via di Varlungo al Mulino di Rovezzano.

## Storia

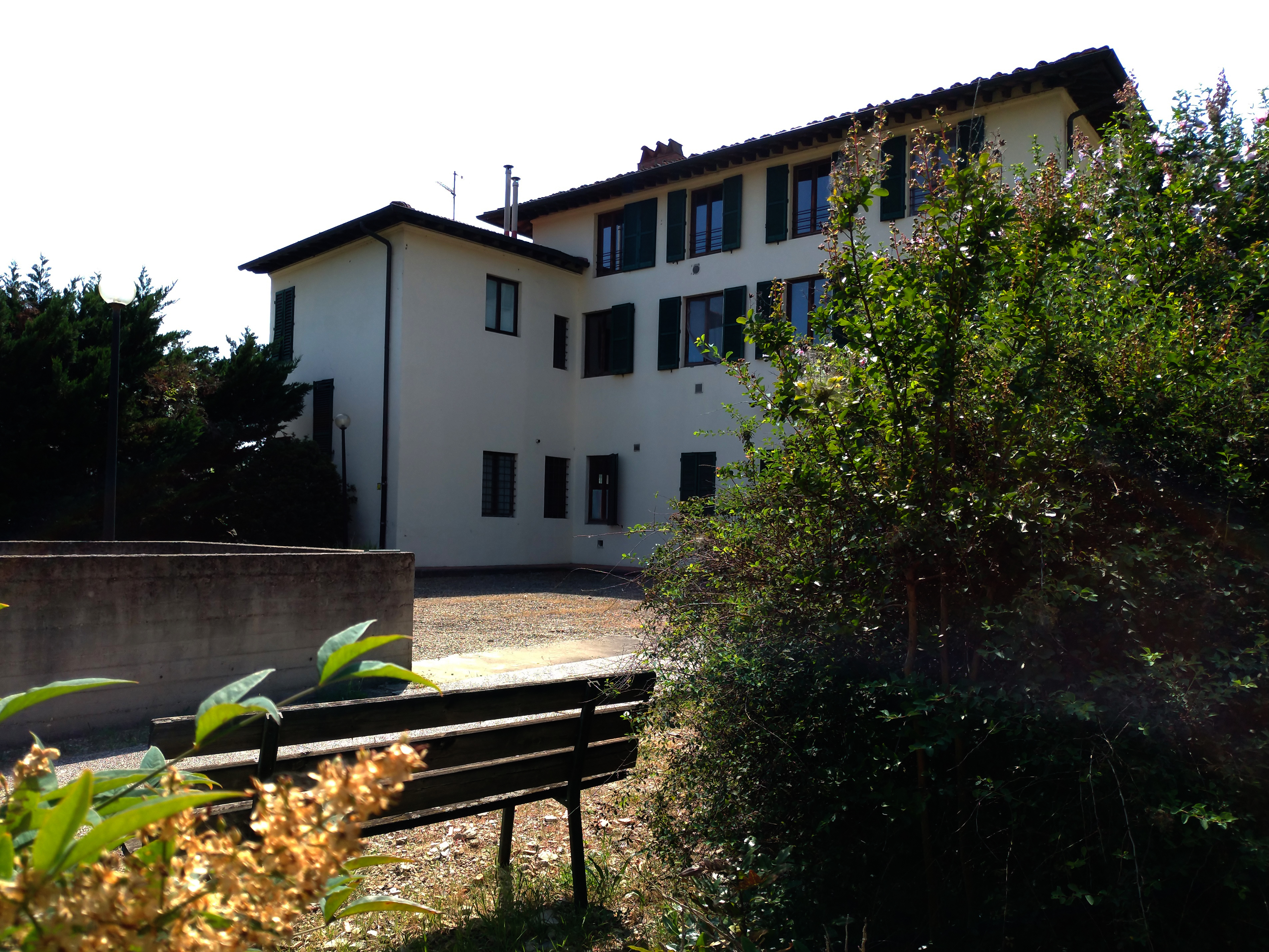
Villa La Funga - lato est

Si hanno notizie della villa fin dal Quattrocento.
Nei primi anni del XV secolo il Pratello fu il palagio dei Buti del gonfalone Unicorno (facente parte del quartiere di Santa Maria Novella a Firenze), famiglia che ebbe altri possessi nella zona.
Progressivamente l'area di Varlungo, emarginata dalla nuova viabilità creata con la via di Mezzo (l'attuale via del Guarlone) perse importanza, soprattutto a seguito della grande alluvione del 1380 che distrusse il Mulino (o Mulinaccio) di Varlungo. La zona tra la riva dell'Arno e il Palagio dei Buti prese il nome di "fungaia" o "La Funga" (nel senso di luogo umido e pieno di muffe e altri funghi) che poi verrà associato anche alla villa.
Nel 1468 per dote di Maria di Antonio Buti passò a Francesco di Antonio Finiguerra (o Finiguerri), orafo e fratello del celebre Maso Finiguerra, uno dei più grandi maestri fiorentini d’oreficeria del XV secolo.
Nel 1476 Francesco di Antonio Finiguerra la vendette ad Andrea di Pagolo da Terranova, notaio "al Palagio".
Nel 1642 dalla famiglia di quest'ultimo passò, per dote della moglie Benedetta da Terranova, a Giovanni Battista Giorgi.
Nel 1648 passò a Giovan Battista Bargigli e pochi anni dopo, in seguito a dissesti economici, la villa venne espropriata per pubblico decreto ed acquistata dalla famiglia Chiavistelli che aveva già altre proprietà nella zona e che la possedette per lungo tempo. Più recentemente fu dei Chiericoni.

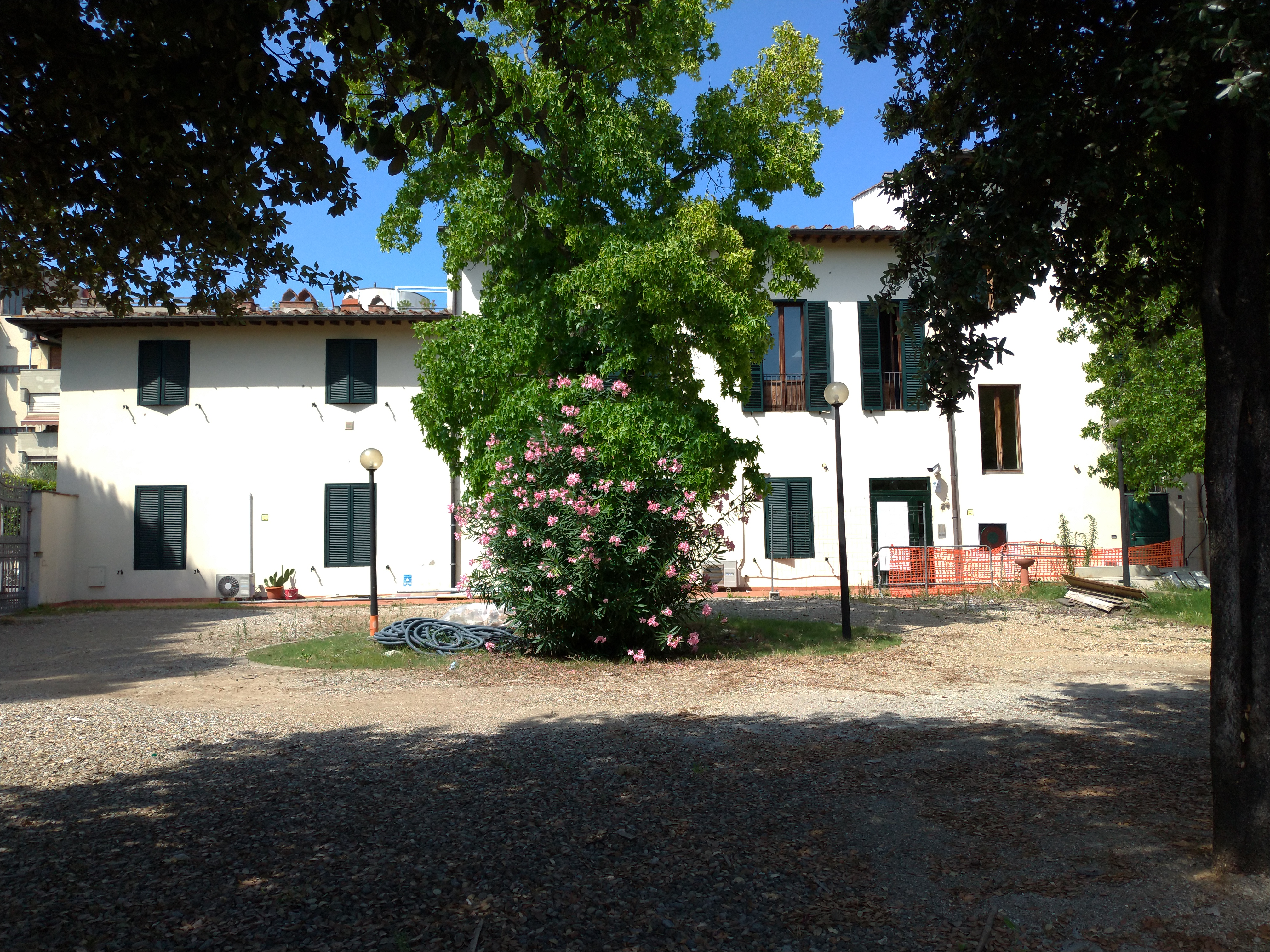
Villa La Funga - lato sud

Fino a che divenne il monastero dello Spirito Santo allorché vi si trasferirono, nel 1872, le monache dello Spirito Santo, della Congregazione vallombrosana dell'Ordine di San Benedetto dopo la soppressione, nel 1866, da parte del governo italiano, del monastero posto sulla costa San Giorgio.
Tale comunità di monache, dette anche Donne di Faenza, dalla loro fondatrice santa Umiltà, fu trasferita quindi a Varlungo, dove trasportò anche il corpo della santa. Nel 1943 nel monastero venne accolto un gruppo di donne e bambini ebrei che così fu salvato dai campi di sterminio, a seguito delle leggi razziali fasciste.
Le monache rimasero in questo complesso fino al 1974, quando il luogo, a causa dei nuovi insediamenti e del traffico, non fu più ritenuto adatto ad accogliere una comunità di clausura e fu trasferito in una casa colonica, detta anche “Il Palagio a Baroncelli”, nel Comune di Bagno a Ripoli, sulle colline fiorentine, che è stata ampliata e trasformata in monastero, dove ancora è custodito il corpo quasi intatto di santa Umiltà.
Alla fine degli anni Settanta del Novecento venne aperta la nuova arteria di via Enrico de Nicola, prevista dal Piano Regolatore Generale del 1962, che ha tagliato letteralmente in due l'antico nucleo della Funga ed il complesso dello Spirito Santo, distruggendo l'area occupata dagli antichi orti e giardini.
Più recentemente l'edificio, vincolato, è stato completamente ristrutturato e ospita una residenza per studenti (Residenza Universitaria “Varlungo”) dell’Università degli Studi di Firenze, con 43 appartamenti con camere singole e doppie per un totale di 93 posti letto.

### Il salvataggio degli ebrei
Il cardinale Elia Dalla Costa nell’ottobre del 1943 convocò don Leto Casini, allora sacerdote della parrocchia di San Pietro a Varlungo, invitandolo espressamente a far parte di un comitato per la ricerca di alloggi, di viveri e di carte d’identità per mettere in salvo tutti i perseguitati ebrei presenti in città.
Un gruppo di donne ebree fu accolto nel monastero dello Spirito Santo, l’edificio che nei secoli precedenti tutti avevano conosciuto come “villa la Funga” o “il Pratello”.
Leto Casini era riuscito ad ottenere l’appoggio spontaneo della badessa che, spinta dalla gravità degli eventi, aveva accettato di accogliere il gruppo di donne ebree, pur consapevole di infrangere le regole immutabili della clausura e di dover affrontare grossi rischi per sé e per le sessanta consorelle.
Alla fine di ottobre del 1943 dodici donne ebree furono ospitate nel monastero, tra cui una ragazza di tredici anni che aveva assistito impotente qualche mese prima alla cattura di sua madre e di sua sorella, trascinate via dai tedeschi.
Il 6 novembre del 1943 ci furono numerose operazioni da parte dei tedeschi di razzie e rastrellamenti contro gli ebrei. Nonostante il monastero di Varlungo sembrasse non essere più un luogo sicuro, Leto Casini ritenne opportuno lasciare il gruppo di donne in quella sede, non trovando altro luogo migliore. Pensarono quindi di nasconderle in una cavità sotterranea che si trovava fuori nel giardino dove, all’estremità, vicino al muro che circondava la proprietà, c’erano delle serre ed una costruzione con una riserva d’acqua sul tetto; dietro a questa costruzione il terreno degradava e portava sottoterra ad una porta un po’ fatiscente oltre la quale, scendendo alcuni gradini, si apriva una specie di cavità con delle volte, provvista di sedili di pietra allineati tutti intorno. Era usata come deposito di vasi da fiori e di arnesi da giardino. Tutto venne rimosso, furono messi all’esterno cumuli di paglia e letame ammucchiati per camuffare. Le suore misero una fila di piante davanti alla porta, che fu chiusa dall’interno affinché nessuno sospettasse che degli esseri umani vivessero lì.
Dodici donne ed altri bambini che si erano aggiunti erano stipati in uno spazio di tre metri per sei, alto appena a sufficienza per stare in piedi, dove rimasero nascosti fino alla fine delle guerra, nel 1944, riuscendo a salvarsi.